# Spring Valley (hrabstwo San Diego)
Spring Valley – jednostka osadnicza w Stanach Zjednoczonych, w stanie Kalifornia, w hrabstwie San Diego.